# District de Kashima
Le district de Kashima (鹿島郡, Kashima-gun) est un district de la préfecture d'Ishikawa, au Japon.
Au 1er février 2014, sa population était de 17 946 habitants pour une superficie de 89,36 km2.

## Commune du district
- Nakanoto